# (11280) Sakurai
(11280) Sakurai est un astéroïde de la ceinture principale.

## Description
(11280) Sakurai est un astéroïde de la ceinture principale. Il fut découvert le 9 octobre 1989 à Kitami par Masayuki Yanai et Kazuro Watanabe. Il présente une orbite caractérisée par un demi-grand axe de 2,27 UA, une excentricité de 0,22 et une inclinaison de 4,9° par rapport à l'écliptique.

## Compléments